# Villánykövesd megállóhely

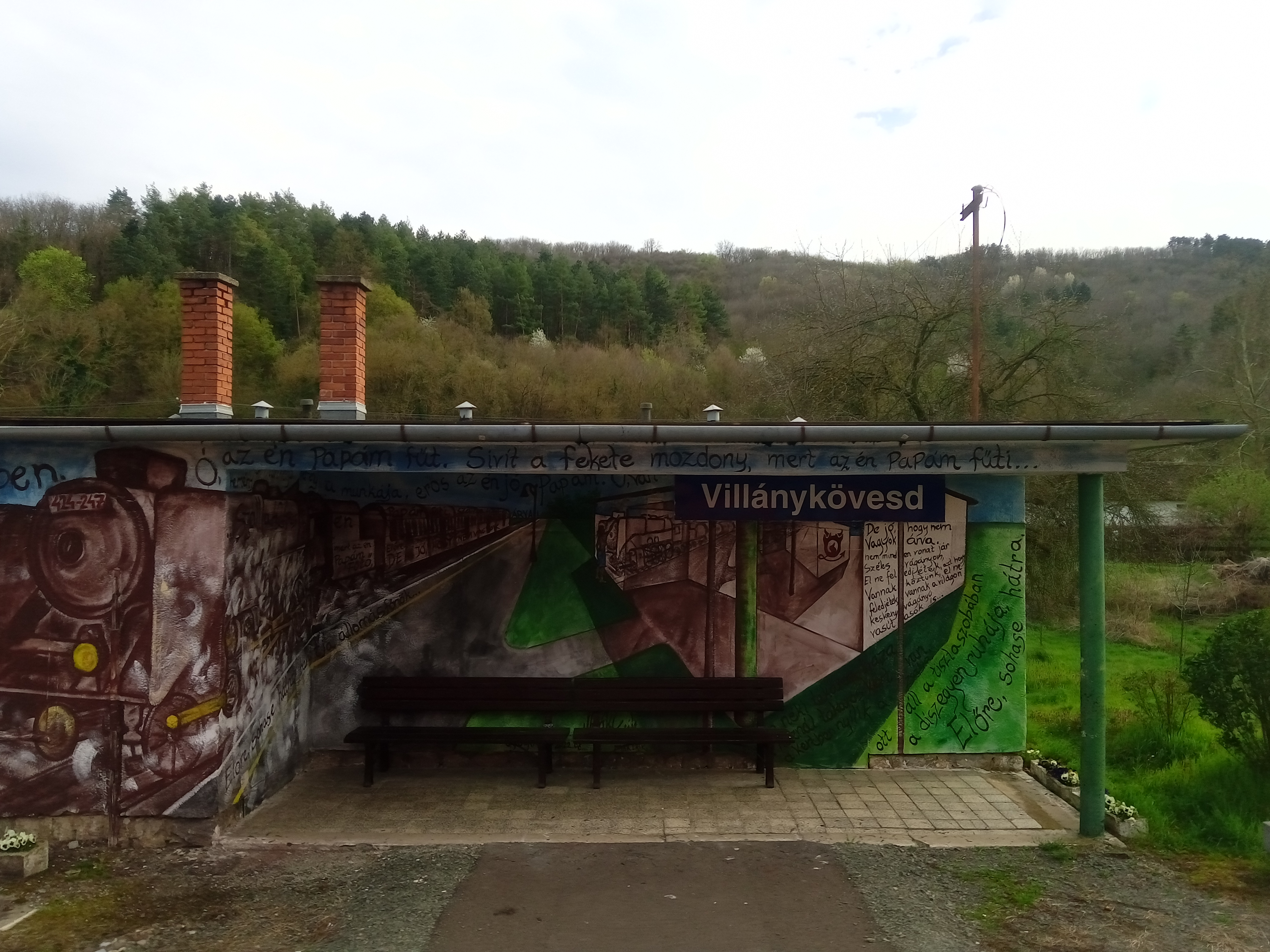
A megállóhely 2023-ban, újrafestve

Villánykövesd megállóhely egy Baranya vármegyei vasútállomás, Villánykövesd községben, a MÁV üzemeltetésében.

## Vasútvonalak
Az állomást az alábbi vasútvonalak érintik:
- Pécs–Mohács-vasútvonal

## Kapcsolódó állomások
A vasútállomáshoz az alábbi állomások vannak a legközelebb:
- Palkonya megállóhely (Pécs–Mohács-vasútvonal)
- Villány vasútállomás (Pécs–Mohács-vasútvonal)

## Forgalom
| Járat        | Útvonal | Gyakoriság |
| ------------ | --- | ---------- |
| személyvonat | Pécs – Pécs-Külváros – Pécsbánya-Rendező – Pécsudvard – Szőkéd – Áta – Kistótfalu – Vokány – Palkonya – Villánykövesd – Villány – Márok – Bóly – Nagynyárád – Középmező – Mohács | Napi 2 pár |
| személyvonat | Pécs – Pécs-Külváros – Pécsbánya-Rendező – Pécsudvard – Szőkéd – Áta – Kistótfalu – Vokány – Palkonya – Villánykövesd – Villány – Magyarbóly (– Beli Manastir (Pélmonostor))     | 2 óránként |